# Masio
Masio (Mas in piemontese) è un comune italiano di 1 293 abitanti della provincia di Alessandria, situato sulla sponda destra del fiume Tanaro, in Piemonte.

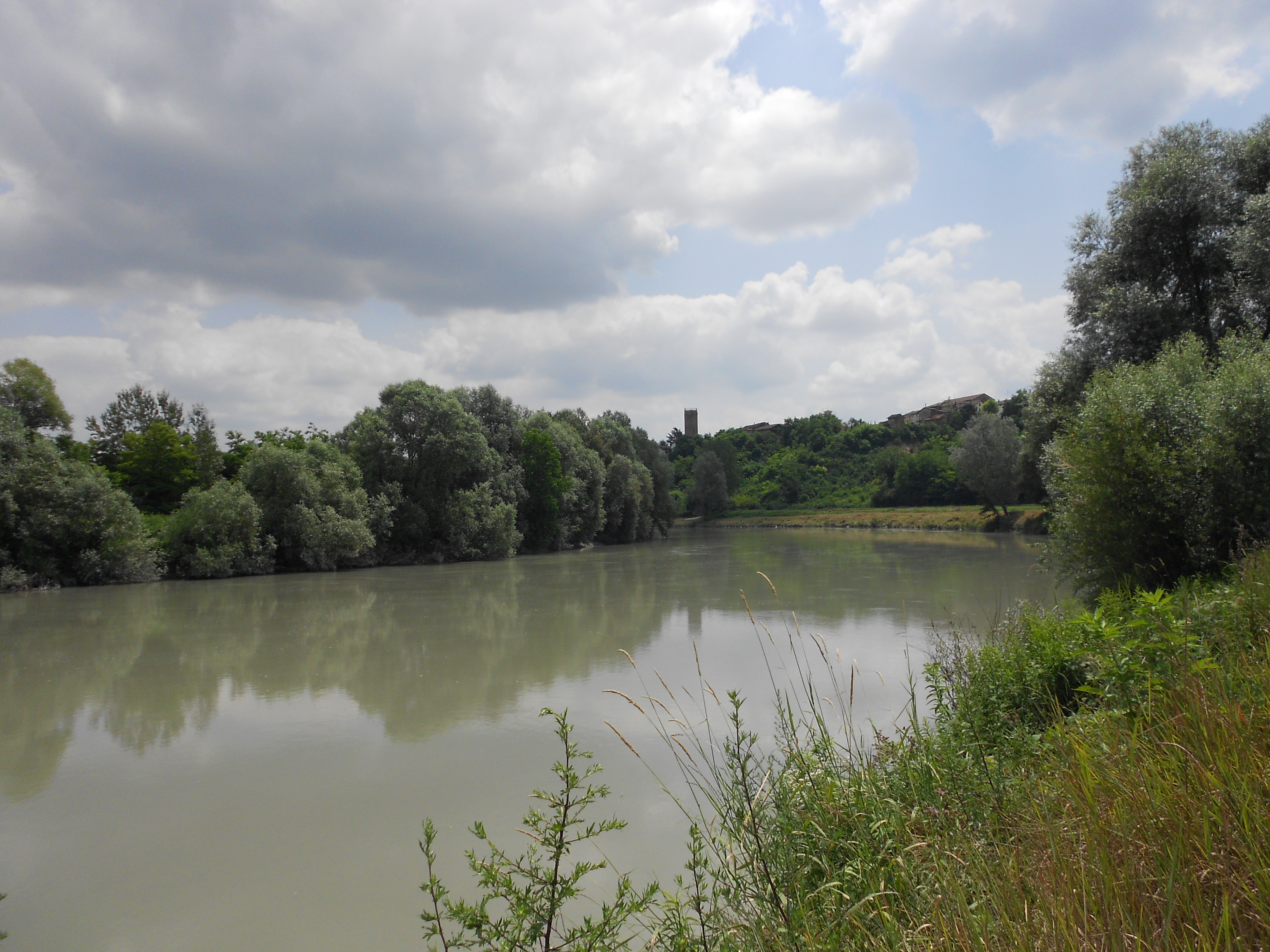
il fiume Tanaro a Masio; sullo sfondo la torre

## Storia
Masio ha origini antiche e un notevole passato specie in età medievale.
L'importanza del Comune derivava dalla sua posizione geografica posta ai confini dell'Alto e Basso Monferrato sulla sponda destra del Tanaro.
È al centro di un triangolo immaginario, i cui vertici sono le città di Torino, Milano e Genova.
Equidistante da Alessandria e Asti, costituiva per il transito sul fiume un ideale punto di affluenza da tutte le valli e da tutti i centri posti sia sulla riva destra sia su quella sinistra. Questo costituì la fonte prima di ogni risorsa sia agricola sia commerciale.
Alcuni documenti storici nei quali viene citato come Massius (899), Villa Masias (959), Maxius (1081). Questa nomenclatura sembra indicare l'origine del toponimo dalla lingua latina ma(n)sum, ovvero dimora, cascinale.
Nei documenti di età medievale la località viene anche citata come villa Maxias (959), Masius (960), Maxus (960), Castro de Maxias (961), Mascius (1024), Maxio (1169), Mazo (1191), Maxia (1195), Maço (1235), Maxa (1203), Masius.
La prima localizzazione di cui si ha notizia risale ad una carta del 1292 conservata in una raccolta della Biblioteca Nazionale di Torino.
L'importanza del Comune nelle varie epoche è evidenziata da una ricca serie di avvenimenti di notevole rilevanza storica già negli anni a ridosso dell'anno mille, di cui si può indicare la seguente cronologia:
- nel 907, secondo un'antichissima tradizione locale, attraversò il Tanaro a Masio il corteo di monaci che traslò le reliquie di San Dalmazzo da Borgo San Dalmazzo a Quargnento. Nella parrocchia di Santa Maria e San Dalmazzo ancora oggi è conservata una reliquia del Santo.
- nel 980 venne infeudato dal Vescovo di Asti ai Visconti di Asti;
- nel 1190, i Consoli di Masio, che già era organizzato in Comune, conclusero un accordo con Alessandria e Asti concedendo esenzioni dal pedaggio ed aiuti di guerra ad entrambi; in cambio ottennero esenzioni da qualsiasi pedaggio per gli uomini di Masio che diventarono di diritto cittadini dei due Comuni maggiori;
- nel 1204 venne concordata una tregua tra Milano e Piacenza da una parte e Asti e il Marchese del Monferrato dall'altra;
- nel 1218 i Lanerio e gli Orando di Quattordio cedettero ad Asti parte della loro giurisdizione su Masio;
- nel 1223 nella chiesa di Santa Maria venne firmata la pace tra Alessandria, Asti e Alba, pace presto rotta per quanto riguarda l'applicazione del trattato circa Masio e le terre dell'Acquisana;
- nel 1227 venne diviso tra Alessandria e Asti e fu imposto il divieto di costruzione di fortificazioni sul suo territorio;
- nel 1357 i Guttuari acquistarono la signoria dai Lanerio;
- nel 1372, in occasione dell'approvazione degli Statuti, la signoria apparteneva ai Visconti;
- nel 1428 Masio fu infeudata ai Valperga che ottennero successivamente l'investitura degli Sforza;
- nel 1451 Francesco Sforza concedette Redabue agli Scarampi;
- nel 1605 Filippo III Re di Spagna investì Francesco Valperga;
- nel 1650, venne raso al suolo dai francesi e al termine della guerra dei trent'anni il Governatore di Milano, in nome di Carlo II Re di Spagna, reintegrò nel feudo i Valperga;
- nel 1674 i due ultimi Valperga cedettero metà del feudo ad Annibale Civalieri e metà a Carlo Olivasso.

Nei secoli successivi, con la fine dell'epoca feudale, nascono le piccole e medie proprietà terriere delle famiglie nobili (Marchese di Masio, Conti Baiveri). Ha origini masiesi la famiglia Rattazzi che ha avuto in Urbano il suo massimo esponente.
Grazie all'attività politica di quest'ultimo, nella residenza estiva dei Rattazzi, Villa Marina, avvenne uno storico e decisivo incontro con Camillo Benso, conte di Cavour che diede vita al famoso "connubio" che portò l'uomo politico di Masio e Cavour alla guida dei governi decisivi per l'Unità d'Italia.
Durante la seconda guerra mondiale l'attività della Resistenza fu notevole e fruttò la presenza di Masio nei quarantaquattro Comuni liberi della Repubblica dell'Alto Monferrato, con capoluogo Nizza Monferrato (ottobre 1944).

### Simboli
Lo stemma e il gonfalone del comune di Masio sono stati concessi con decreto del presidente della Repubblica del 30 maggio 1967.

## Monumenti e luoghi d'interesse

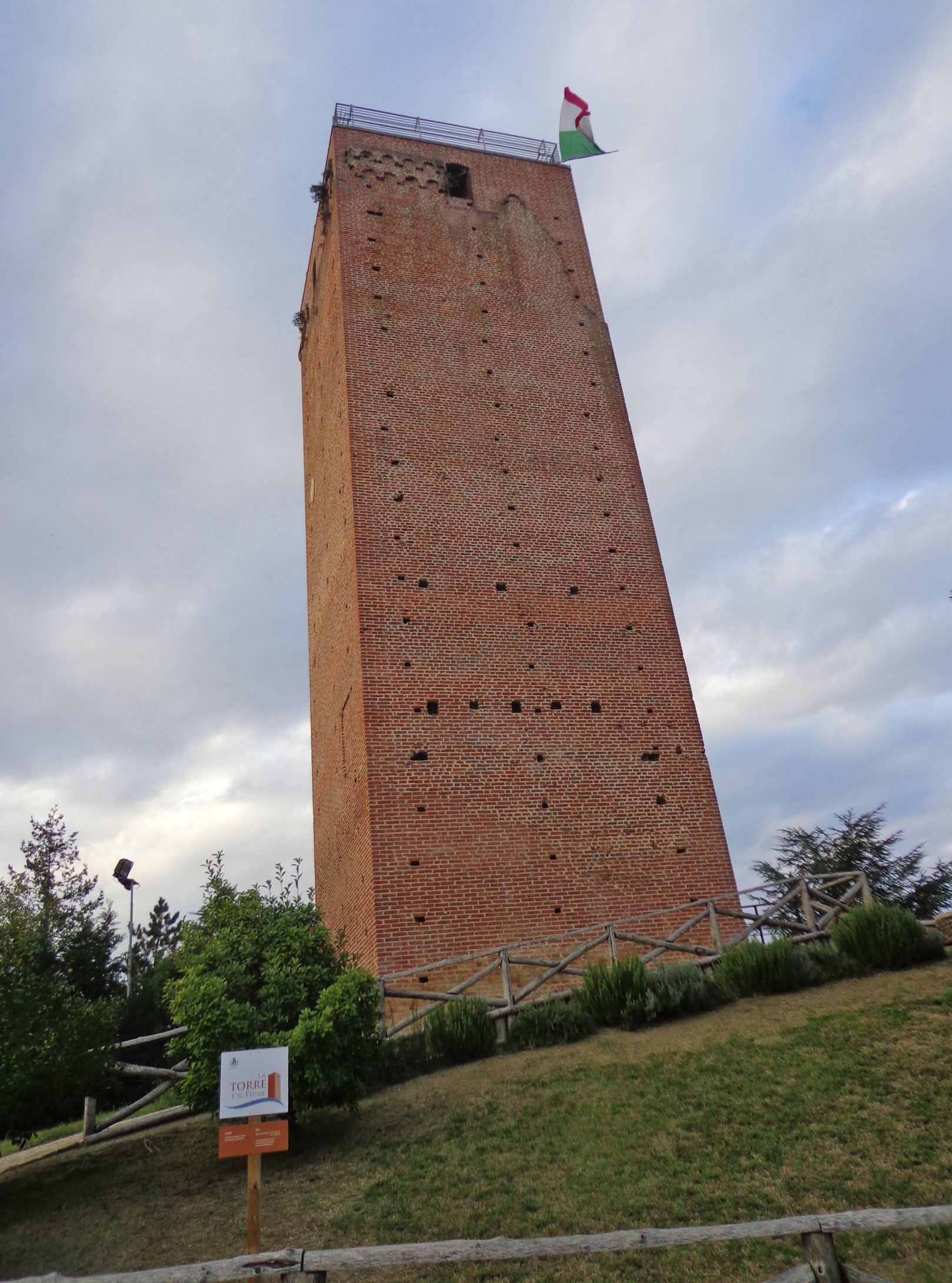
La torre medievale del XIII secolo

### Museo La Torre e il Fiume
A Masio sono state conservate la torre medievale e parte delle mura che circondarono il paese. 
Nel 2013 è stato inaugurato il Museo La Torre e il Fiume dedicato alla storia delle torri, da strumento di difesa ad elemento caratteristico del paesaggio.
Lungo i sette piani della Torre sono illustrate le antiche tecniche di costruzione utilizzate in epoca medievale, l'evoluzione delle tipologie architettoniche, i sistemi di difesa e di assedio. Man mano che si sale si arriva all'epoca contemporanea, quando le torri perdono il loro utilizzo a protezione del territorio e diventano un elemento caratterizzante del paesaggio, che a Masio si identifica con le colline ed il fiume Tanaro (l'ultimo piano è dedicato alle attività sul fiume).
Il percorso conduce alla sommità esterna della torre da cui si gode un vasto panorama sulla pianura del Tanaro e il Monferrato.

### Chiesa di Santa Maria e San Dalmazzo
Un altro monumento di particolare interesse è la chiesa parrocchiale romanico-gotica di Santa Maria e San Dalmazzo. L'edificio risale nella sua impostazione primitiva all'epoca romanica. L'iter della sua costruzione è stato assai lungo poiché gli archi e le volte denotano evidenti caratteristiche gotiche. Le trasformazioni avvenute nei secoli, causa ingrandimenti e demolizioni hanno modificato in parte la struttura per cui oggi risulta differente dalla primitiva.
Nella parte della chiesa verso la facciata, dall'osservazione delle strutture sopra il solaio delle navate laterali, appare evidente che in origine esse erano coperte con soffitto ligneo. La navata centrale e le laterali erano più alte e sono rimasti ben evidenti i fori ove poggiavano le strutture lignee di copertura.
Della parte antica della chiesa, in origine con il titolo della madonna Assunta e solo in epoca più tarda intitolata anche a San Dalmazzo, sono ancora evidenti il rosone della facciata originale (la facciata attuale risale alla seconda metà dell'Ottocento) a conci bianchi e rossi, una porta e una finestra sul fianco sinistro.
Dubbi si hanno sull'epoca di costruzione  della parte verso l'altare. Recenti scavi hanno portato alla luce una sottomuratura di fondazione attribuibile ad una pieve preesistente.
All'interno la chiesa si presenta dal punto di vista dei materiali molto simile alla collegiata di San Secondo di Asti.

### Castello di Redabue
Sulla strada per Oviglio, nascosto da un fitto parco, vi è il castello di Redabue, inserito nel circuito dei "Castelli Aperti" del Piemonte. Fu edificato probabilmente nel XIII secolo ma subì diversi danneggiamenti fino al passaggio del Monferrato a Casa Savoia. Acquistato nel 1830 dalla famiglia Doria Lamba, fu trasformato in residenza estiva; ha annessa una chiesa progettata dall'architetto Filippo Juvarra.
Sul confine della frazione Abazia, verso Incisa Scapaccino, sorge la Precettoria di San Giovanni di Roncaglia, fondata dal Sovrano Militare Ordine di Malta. L'insediamento risale ai primi secoli dopo il Mille, quando l'Ordine iniziò a costruire ospizi, chiese, precettorie per assistere i pellegrini. La chiesa di San Giovanni di Roncaglia è una delle ultime tracce di questa cultura rimaste sul territorio alessandrino, benché l'aspetto non sia quello originale. L'edificio attuale è stato costruito nella seconda metà del XVIII secolo, come testimonia la lapide della facciata, seguendo uno stile che risente degli influssi tardo barocchi e neoclassici dello Juvarra. 
L'aspetto elegante e raffinato, inconsueto per una chiesa di campagna, rende ancora più pregevole la costruzione.

## Società

### Evoluzione demografica
Abitanti censiti

## Geografia antropica

### Frazioni
Oltre al capoluogo nel territorio comunale vi è la frazione di Abazia (Abassìa) e Redabue. Sono poste intorno al paese le regioni Rotte, San Rocco (San Ròch), Serra (Sèra) e Rampiné

## Amministrazione
Di seguito è presentata una tabella relativa alle amministrazioni che si sono succedute in questo comune.
| Periodo        | Periodo        | Primo cittadino          | Partito                          | Carica  | Note  |
| -------------- | -------------- | ------------------------ | -------------------------------- | ------- | ----- |
| 29 maggio 1985 | 21 maggio 1990 | Giambattista Soave       | Partito Socialista Italiano      | Sindaco | [ 6 ] |
| 21 maggio 1990 | 24 aprile 1995 | Giambattista Soave       | Partito Socialista Italiano      | Sindaco | [ 6 ] |
| 24 aprile 1995 | 14 giugno 1999 | Giambattista Soave       | centro-sinistra                  | Sindaco | [ 6 ] |
| 14 giugno 1999 | 14 giugno 2004 | Gianbattista Soave       | lista civica                     | Sindaco | [ 6 ] |
| 14 giugno 2004 | 8 giugno 2009  | Pio Perfumo              | lista civica                     | Sindaco | [ 6 ] |
| 8 giugno 2009  | 26 maggio 2014 | Pio Perfumo              | lista civica: comune democratico | Sindaco | [ 6 ] |
| 26 maggio 2014 | 26 maggio 2019 | Giovanni Stefano Airaudo | lista civica: comune democratico | Sindaco | [ 6 ] |
| 26 maggio 2019 | 9 giugno 2024  | Giovanni Stefano Airaudo | lista civica: comune democratico | Sindaco | [ 6 ] |
| 9 giugno 2024  | in carica      | Giovanni Stefano Airaudo | lista civica: comune democratico | Sindaco | [ 6 ] |